# Urgent (chanson)
Pour les articles homonymes, voir Urgent.
Singles de Foreigner
I'll Get Even With You
(1980) Waiting for a Girl Like You
(1981)
Urgent est une chanson du groupe de rock anglo-américain Foreigner écrite et composée par son guitariste Mick Jones. Sortie en single le 17 juin 1981, elle est extraite de l'album 4.
Urgent marque un changement dans le style musical du groupe, ajoutant au rock des sonorités rhythm and blues, avec notamment un solo de saxophone du musicien de la Motown Junior Walker.
La chanson est un succès commercial, arrivant no 1 dans le classement Mainstream Rock Songs et 4e du Billboard Hot 100 aux États-Unis, tandis qu'elle atteint le sommet des hit-parades au Canada et en Afrique du Sud.
Elle permet au groupe d'élargir son succès en Europe.

## Reprises
Junior Walker a repris la chanson en 1983. Cette version est utilisée dans la bande originale du film Recherche Susan désespérément en 1985.
La chanteuse Shannon l'a aussi enregistrée en 1985 et s'est classée 84e dans le UK Singles Chart,.

## Classements hebdomadaires
| Classement (1981-1982)             | Meilleure position |
| ---------------------------------- | ------------------ |
| Afrique du Sud (Springbok Radio)   | 1                  |
| Allemagne (GfK Entertainment)      | 12                 |
| Australie (Kent Music Report)      | 24                 |
| Canada (RPM Top Singles)           | 1                  |
| États-Unis (Billboard Hot 100)     | 4                  |
| États-Unis (Mainstream Rock Songs) | 1                  |
| France (IFOP)                      | 50                 |
| Royaume-Uni (UK Singles Chart)     | 45                 |
| Suède (Sverigetopplistan)          | 20                 |

| Classement (2008)            | Meilleure position |
| ---------------------------- | ------------------ |
| Suisse (Schweizer Hitparade) | 84                 |